# Mendes (Georgia)
Mendes statisztikai település az USA Georgia államában, Tattnall megyében. Lakosainak száma 124 fő (2020. április 1.).

## Népesség
A település népességének változása:

| 2010 | 122 |
| 2020 | 124 |